# 4069-es busz
A 4069-es jelzésű autóbuszvonal Kazincbarcika – Szuhakálló – Sajókaza – Kazincbarcika útvonalon húzódó helyközi vonal, amelyet a Volánbusz Zrt. üzemeltet.

## Útvonala
1. Kazincbarcika autóbusz állomásáról indul. A kórház, majd Szent Flórián tér felé halad, a Múcsonyi úton hagyja el a várost. Múcsonyt követően Szuhakállóra hajt, Sajókaza felé robog tovább. A község megállóit érintve a 26-os főút a célja, hogy azon visszamenjen Kazincbarcikára, a város autóbusz állomására.
  - hossza: 22.3 km
  - menetidő: 47 perc
  - közlekedik: tanítási napokon
2. Az egykori Szuhakálló-Múcsony vasútállomás bejárati útjától indul. Sajókaza felé hagyja el a települést, a 26-os főútra való hajtása után az alsóvárosi iskolája felől közelíti meg a várost, az autóbusz-állomás a célja.
  - hossza: 13.6 km
  - menetidő: 24 perc
  - közlekedik: tanítási napokon
3. Kazincbarcika Herbolya városrészéből indul. 10 perc alatt eléri az autóbusz-állomást (innentől Sajókaza községháza megállóig nem áll meg), majd az alsóvárosi iskola felől közelíti meg a 26-ost. Sajókazán az emlékműhöz is kitérve még 7 kilométer van hátra a Szuhakálló-Múcsony vasútállomásig, mint végállomásig.
  - hossza: 17.8 km
  - menetidő: 28 perc
  - közlekedik: tanítási napokon

## Közlekedése
Indítás csak tanítási napokon történik az alábbi viszonylatokon, régebben minden nap, és nagyobb forgalom volt jelen. A környék egyetlen körjáratát lebonyolító autóbuszvonala. 
Azonos útvonalon közlekedő buszok:
- Kazincbarcika, aut. áll. – Szuhakálló-Múcsony vá.: 1054, 4070, 4075
- Szuhakálló-Múcsony vá. – Sajókaza, Sólyombánya: –
- Sajókaza, Sólyombánya – Kazincbarcika, aut. áll.: 4059, 4060, 4066

| Viszonylat                                                              | Indításszám | Közlekedési rend |
| ----------------------------------------------------------------------- | ----------- | ---------------- |
| Kazincbarcika, aut. áll. ➝ Szuhakálló ➝ Sajókaza ➝ K.barcika, aut. áll. | 1 oda       | tanítási napokon |
| Szuhakálló-Múcsony vá. ➝ K.barcika, aut. áll.                           | 1 oda       | tanítási napokon |
| Kazincbarcika, Herbolya Tervtáró ➝ Szuhakálló-Múcsony vá.               | 1 oda       | tanítási napokon |

## Megállóhelyei
| 0                                       | Kazincbarcika, autóbusz-állomás végállomás                       | 0.0 km  | 3, 9 1054 3408, 3756, 3763, 3764, 3765, 3766, 3767, 3770, 3772, 3773, 4040, 4041, 4046, 4047, 4048, 4050, 4052, 4057, 4059, 4060, 4065, 4066, 4070, 4075, 4080, 4082, 4083, 4084, 4154                                                                    |
| 1                                       | Kazincbarcika, Ifjúmunkás tér (↓)                                | 0.8 km  | 3 3408, 3756, 3763, 3764, 3765, 3770, 3772, 3773, 4040, 4041, 4044, 4047, 4048, 4050, 4052, 4057, 4059, 4060, 4065, 4066, 4070, 4075, 4080, 4082, 4083, 4084, 4153                                                                                        |
| 2                                       | Kazincbarcika, kórház (↓)                                        | 1.2 km  | 3 1054 3408, 3756, 3763, 3764, 3765, 3770, 3772, 3773, 4040, 4041, 4044, 4047, 4048, 4050, 4052, 4057, 4059, 4060, 4065, 4066, 4070, 4075, 4080, 4082, 4083, 4084, 4153                                                                                   |
| 3                                       | Kazincbarcika, városháza (↓)                                     | 1.6 km  | 3 1369, 1384, 1410, 1411 3756, 3763, 3764, 3765, 3770, 3772, 3773, 4040, 4041, 4044, 4047, 4048, 4050, 4052, 4059, 4063, 4065, 4067, 4070, 4075, 4080, 4082, 4083, 4084                                                                                   |
| 4                                       | Kazincbarcika, központi iskola (↓)                               | 2.0 km  | 3756, 3763, 3764, 3765, 3770, 3772, 3773, 4040, 4041, 4044, 4047, 4048, 4050, 4052, 4059, 4063, 4065, 4067, 4070, 4075, 4080, 4082, 4083, 4084 |
| 5                                       | Kazincbarcika, temető (↓)                                        | 2.7 km  | 3756, 3763, 3764, 3765, 3766, 3767, 3770, 3772, 3773, 4040, 4041, 4044, 4046, 4047, 4048, 4050, 4052, 4059, 4063, 4065, 4066, 4067, 4070, 4075, 4080, 4082, 4083, 4084                                                                                    |
| 6                                       | Kazincbarcika, Szent Flórián tér (↓) autóbusz-váróterem          | 3.6 km  | 1054, 1369, 1384, 1410, 1411 3756, 3763, 3764, 3765, 3766, 3767, 3769, 3770, 3772, 3773, 4040, 4041, 4043, 4044, 4045, 4046, 4047, 4048, 4050, 4052, 4058, 4059, 4061, 4062, 4063, 4065, 4066, 4067, 4070, 4075, 4079, 4080, 4081, 4082, 4083, 4084, 4194 |
| 7                                       | Kazincbarcika, VGV telep (↓)                                     | 4.3 km  | 3769, 3772, 4040, 4041, 4043, 4044, 4070, 4075, 4078, 4079, 4080, 4081, 4082, 4083, 4084 személyvonat – Kazincbarcika alsó [92.] |
| 8                                       | Szeles IV. akna (↓)                                              | 6.0 km  | 3772, 4040, 4041, 4043, 4044, 4070, 4075, 4078, 4079, 4080, 4081, 4082, 4083, 4084 |
| 9                                       | Múcsony, kazincbarcikai elágazás (↓)                             | 7.4 km  | 3769, 3772, 4040, 4041, 4043, 4044, 4070, 4075, 4078, 4079, 4080, 4081, 4082, 4083, 4084 |
| 10                                      | Múcsony (Alberttelep), kultúrház (↓)                             | 8.2 km  | 3769, 3774, 4070, 4075, 4078, 4079, 4080, 4081, 4082, 4083, 4084, 4095 |
| 11                                      | Szuhakálló-Múcsony vasútállomás bejárati út vonalközi végállomás | 8.7 km  | 1054 3774, 4070, 4075, 4078, 4079 |
| 12                                      | Szuhakálló, orvosi rendelő (↓)                                   | 8.8 km  | – |
| 13                                      | Szuhakálló, temető                                               | 9.4 km  | – |
| 14                                      | Szeles III. akna bejárati út (↓)                                 | 11.0 km | – |
| 15                                      | Kacolatelep (↓)                                                  | 12.9 km | – |
| 16                                      | Sajókaza, Sólyombánya autóbusz-forduló                           | 13.7 km | 4057, 4059, 4060, 4061, 4066, 4067 |
| 17                                      | Sajókaza, malom                                                  | 14.4 km | 4057, 4059, 4060, 4061, 4066, 4067 |
| 18                                      | Sajókaza, iskola                                                 | 14.7 km | 4057, 4059, 4060, 4061, 4066, 4067 |
| 19                                      | Sajókaza, emlékmű                                                | 15.2 km | 4057, 4059, 4060, 4061, 4065, 4066, 4067 |
| 20                                      | Sajókaza, községháza (↓)                                         | 15.6 km | 4057, 4059, 4060, 4061, 4065, 4066, 4067 |
| 21                                      | Sajókaza vasútállomás bejárati út (↓)                            | 17.0 km | 1054, 1369, 1384, 1410, 1411 3408, 3770, 3773, 4057, 4058, 4059, 4060, 4061, 4062, 4063, 4065, 4066, 4067, 4153, 4194 személyvonat – Sajókaza [92.] |
| 22                                      | Csukástói tanya (↓)                                              | 18.5 km | 3773, 4057, 4058, 4059, 4060, 4061, 4062, 4063, 4065, 4066, 4067, 4153, 4194 |
| 23                                      | Kazincbarcika, ÉRV II. telep (↓)                                 | 19.3 km | 1384 3770, 3773, 4057, 4058, 4059, 4060, 4061, 4062, 4063, 4065, 4066, 4067, 4153, 4194 |
| 24                                      | Kazincbarcika, alsóvárosi iskola (↓)                             | 20.4 km | 3408, 3770, 3773, 4057, 4059, 4060, 4063, 4065, 4066, 4067, 4153 |
| 25                                      | Kazincbarcika, kórház (↓)                                        | 21.1 km | 3 1054 3408, 3756, 3763, 3764, 3765, 3770, 3772, 3773, 4040, 4041, 4044, 4047, 4048, 4050, 4052, 4057, 4059, 4060, 4065, 4066, 4070, 4075, 4080, 4082, 4083, 4084, 4153                                                                                   |
| 26                                      | Kazincbarcika, Ifjúmunkás tér (↓)                                | 21.5 km | 3 3408, 3756, 3763, 3764, 3765, 3770, 3772, 3773, 4040, 4041, 4044, 4047, 4048, 4050, 4052, 4057, 4059, 4060, 4065, 4066, 4070, 4075, 4080, 4082, 4083, 4084, 4153                                                                                        |
| 27                                      | Kazincbarcika, autóbusz-állomás vonalközi végállomás             | 22.3 km | 3, 9 1054 3408, 3756, 3763, 3764, 3765, 3766, 3767, 3770, 3772, 3773, 4040, 4041, 4046, 4047, 4048, 4050, 4052, 4057, 4059, 4060, 4065, 4066, 4070, 4075, 4080, 4082, 4083, 4084, 4154                                                                    |
| Tanítási napokon 1 alkalommal érintett. |                                                                  |         | |
| ∫                                       | Kazincbarcika, ÉRV irodaház (↑)                                  | ∫       | 9 3765, 3767, 4052, 4060 |
| ∫                                       | Kazincbarcika, Tardonai út 1. (↑)                                | ∫       | 3765, 3767, 4052, 4060 |
| ∫                                       | Kazincbarcika, Vécsetal-tanya (↑)                                | ∫       | 4B 3765, 3767, 4052, 4060 |
| ∫                                       | Kazincbarcika, Gábor Áron utca (↑)                               | ∫       | 4B 3765, 3766, 3767, 4052, 4060 |
| ∫                                       | Kazincbarcika (Herbolya), kultúrház bejárati út (↑)              | ∫       | 4B 3765, 3766, 3767, 4052, 4060 |
| ∫                                       | Kazincbarcika (Herbolya), erdészház (↑)                          | ∫       | 4B 3765, 3766, 3767, 4052, 4060 |
| ∫                                       | Kazincbarcika, Herbolya Tervtáró (↑) végállomás                  | ∫       | 4B 3765, 3767, 4052 |